# Barbara Hofmeister

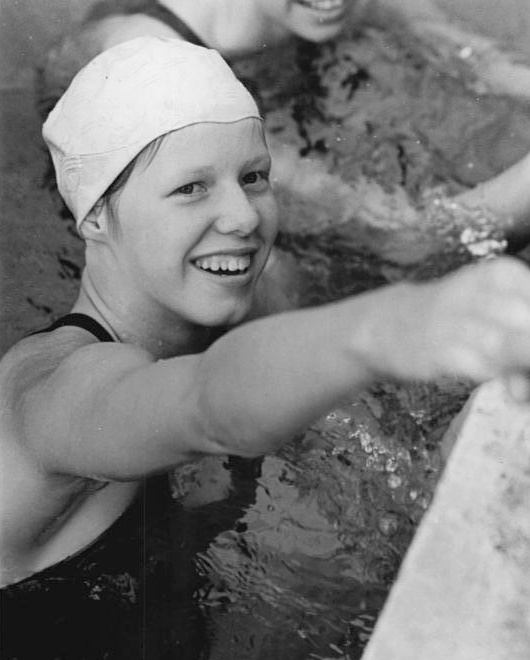
Barbara Hofmeister (1968)

Barbara Hofmeister (* 1. Januar 1954; nach Heirat Barbara Stubbe) ist eine ehemalige deutsche Rückenschwimmerin, die bei Europameisterschaften eine Gold- und eine Silbermedaille gewann.

## Sportliche Karriere
Zwischen 1968 und 1971 wurde sie achtmal DDR-Meisterin in den Disziplinen 100 Meter (1968–1971) und 200 Meter Rücken (1969–1971) und über 4 × 100 Meter Lagen (1969). Dabei startete sie bis 1968 für Einheit Greiz und ab 1969 für den SC DHfK Leipzig.
Bei den Europameisterschaften 1970 in Barcelona gewann die 4-mal-100-Meter-Lagenstaffel der DDR mit Barbara Hofmeister, Brigitte Schuchardt, Helga Lindner und Gabriele Wetzko den Titel vor der Staffel aus der Sowjetunion und dem Quartett aus der Bundesrepublik Deutschland. Über 200 Meter Rücken wurde sie mit einer Sekunde Rückstand auf die Ungarin Andrea Gyarmati Zweite vor Tinatin Lekweischwili aus der Sowjetunion.